# Sedekion
Sedekion († 114) war der fünfte Bischof von Byzantion nach Andreas. In seine Amtszeit, die auf die Jahre 105 bis 114 datiert wird, fällt die Christenverfolgung des Kaisers Trajan. Sedekions Nachfolger wurde Diogenes.